# باشگاه فوتبال امن
باشگاه فوتبال امن (انگلیسی: FC Emmen) یک باشگاه فوتبال در شهر امن، هلند است.
این باشگاه که در سال ۱۹۲۵ تأسیس شده سابقه صعود به لیگ برتر فوتبال هلند را در فصل ۲۰۱۷–۲۰۱۸ در کارنامه دارد و بعد به دسته های پایین سقوط کرد.

## بازیکنان ایرانی
رضا قوچان‌نژاد: (۲۰۰۹)